# Природний добір
Приро́дний до́бі́р (часто під упливом російської відбір) — виживання та переважне розмноження найпристосованіших до умов довкілля живих організмів. Шляхом природного добору сприятливі для виживання спадкові характеристики стають більш розповсюдженими в наступних поколіннях популяції організмів, що розмножуються, а несприятливі спадкові характеристики стають менш загальними. Це відбувається через те, що спадковість забезпечується генетичним апаратом, а мінливість — відмінностями між послідовностями алельних генів. Природний добір вважається важливим фактором біологічної еволюції, а в селекціоністських теоріях (дарвінізм, синтетична теорія еволюції) — головним фактором еволюції. Його також вважають основною причиною адаптації організмів до певної екологічної ніші.
Природний добір — одна з найважливіших концепцій сучасної біології. Термін був введений Чарльзом Дарвіном в його інноваційній книзі 1859 року «Походження видів» у якому природний добір був описаний як аналогія селекції (штучному добору), процесу, у якому для розмноження систематично відбираються тварини із рисами, корисними для людини. Поняття природного добору спочатку розвивалося у відсутності дійсної теорії спадковості; за часів Дарвіна сучасна генетика ще не була відома.

## Форми природного добору
Загалом, згідно з умовами навколишнього середовища, природний добір розвивається чотирма шляхами: стабілізуючим, рушійним, дизруптивним та статевим.
Стабілізуючий добір — знешкодження мутацій шляхом добору, удосконалення генотипу при сталому фенотипі та утворення резерву знешкоджених мутацій. Стабілізуючий добір відбувається при сталих умовах навколишнього середовища. Результатом стабілізуючого добору є домінування організмів із середньою нормою реакції, що характерна для виду організму.
Рушійний добір — розкриття резерву знешкоджених мутацій, добір знешкоджених мутацій, формування нового генотипу та фенотипу — формується нова норма реакції. Рушійний добір відбувається в умовах середовища, які повільно змінюються у певному напрямку. Його результатом є виникнення нових генотипу та фенотипу, які найбільш відповідають умовам середовища, які повільно змінюються.
Дизруптивний добір — розкриття резерву знешкоджених мутацій та їх добір для формування крайньої норми реакції — виникнення поліморфізму. Результатом дизруптивного добору є виживання організмів із крайньою нормою реакції, яка найбільше відповідає умовам навколишнього середовища.
Балансувальний добір — форма добору, в результаті дії якого підтримується, підвищується або регулюється генетична мінливість без виникнення нових морфофізіологічних адаптацій і нових життєвих форм.

### Вторинні форми природного добору
Статевий добір — обмеження участі у розмноженні особин зі слабко розвиненими статевими ознаками.
Груповий добір — окремий випадок природного добору, при якому відбувається диференційоване виживання цілих популяцій, що відбувається при вимиранні інших популяцій того ж виду.

## Рівні та одиниці добору
Під рівнем, на який діє добір, мають на увазі рівень біологічної організації, на якому відбуваються зміни, що призводять до вибіркової переваги в розмноженні.
Серед еволюційних біологів триває дискусія, на якому рівні діє природний добір на живі організми. Чарлз Дарвін вважав, що добір діє на окремий організм, збільшуючи спадкування вигідних для особини ознак. Приблизно таке ж бачення пропонує й синтетична теорія еволюції, за якою дія добору відбувається на організми, що надалі спричиняє зміни частоти алелів генів у їх нащадків. Низка біологів у 1970-ті роки запропонувала поняття групового добору, який сприяє виживанню та розповсюдженню більш пристосованих груп організмів, як то стад, популяцій чи видів. Концепція групового добору викликала активну критику з боку Гамільтона, Мейнарда Сміта та Докінза, які натомість запропонували модель родинного добору. Втім інші дослідники вказують на подібність обох концепцій.
Річард Левонтін запропонував модель багаторівневого добору, коли добираються зміни алелів, що сприяють різним відмінностям на інших рівнях організації живого: епігенетичному, клітинному, організмовому, груповому, видовому та надвидовому. Причому добір на кожному рівні може бути спрямований убік різних змін.
Також іноді кажуть про добір на рівні генів. Проте більшість дослідників використовують цей термін лише для випадків конкуренції різних генів усередині одного організму, при міжгенному конфлікті, мейотичному драйві тощо.
З поняттям «рівнів добору» перетинається поняття «одиниці добору», яке означає стабільну в часі сутність, яка еволюціонує під тиском добору. З точки зору синтетичної теорії еволюції одиницею добору є популяція організмів, яка є відносно сталою в часі та є наслідком еволюції. Натомість інші дослідники називають ген як одиницю добору, оскільки саме зміни генетичної послідовності гену є наслідком еволюції під тиском добору.

## Добір та адаптація
Добір є виживанням та переважним розмноженням більш пристосованих організмів. Саме поняття «пристосованість» використовується в двох сенсах. По-перше, це пристосованість до сучасних умов середовища: всі ті ознаки та властивості, які допомагають організму виживати та давати більше нащадків. У популяційній генетиці пристосованість використовується як міра впливу певних алелів на майбутню здатність організмів дати більше нащадків ніж інші.